# Baños de Valdearados
Baños de Valdearados ist ein Ort und eine zur bevölkerungsarmen Serranía Celtibérica gehörende Gemeinde (municipio) mit 318 Einwohnern (Stand: 2024) im Norden der Provinz Burgos in der Autonomen Gemeinschaft Kastilien und León.

## Lage und Klima
Der Ort Baños de Valdearados liegt in der Kastilischen Hochebene (meseta) ca. 85 km (Fahrtstrecke) südlich der Provinzhauptstadt Burgos in einer Höhe von ca. 890 m. Die Stadt Aranda de Duero befindet sich ca. 17 km südwestlich. Das Klima ist gemäßigt bis warm; Regen (ca. 485 mm/Jahr) fällt übers Jahr verteilt.

## Bevölkerungsentwicklung
| Jahr      | 1857 | 1900  | 1950  | 2000 | 2018 |
| Einwohner | 735  | 1.026 | 1.214 | 464  | 342  |

Die Mechanisierung der Landwirtschaft und die Aufgabe bäuerlicher Kleinbetriebe haben seit den 1950er Jahren zu einem Mangel an Arbeitsplätzen und in der Folge zu einer Abwanderung eines Großteils der Bevölkerung in die Städte geführt (Landflucht).

## Wirtschaft
Die Region war jahrhundertelang nahezu ausschließlich zum Zweck der Selbstversorgung von der Landwirtschaft geprägt; große Bedeutung hatten auch die Viehzucht und der Weinbau. Haltbare oder haltbar gemachte Lebensmittel wie Getreide, Käse, Wurst etc. konnten auf den Märkten in Aranda de Duero getauscht oder verkauft werden; der Wein der Region wurde bis nach Mittel- und Nordeuropa verschifft. Die Gemeinde gehört heute zum Weinbaugebiet Ribera del Duero.

## Geschichte

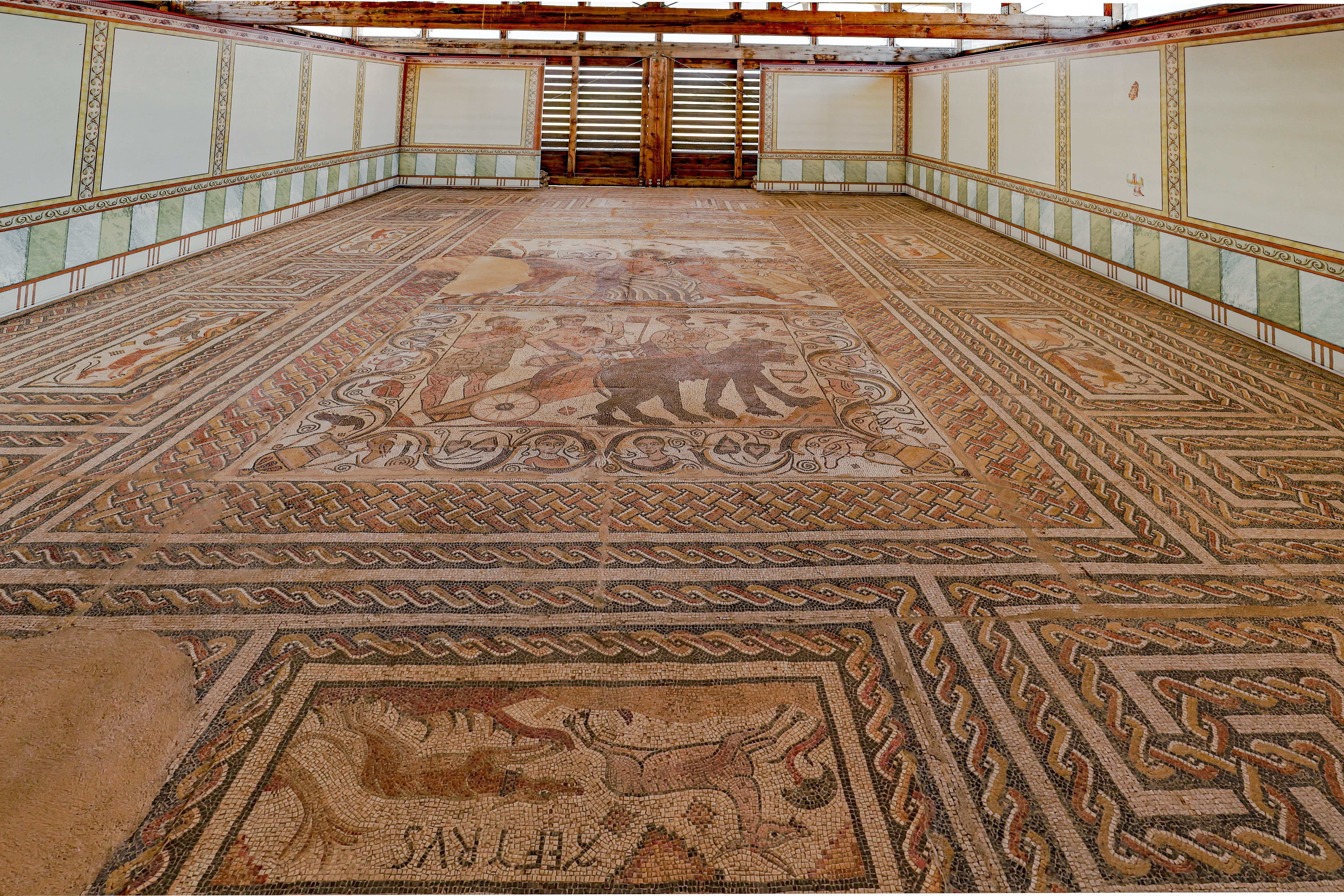
Hauptsaal der Villa Romana

Funde aus keltischer Zeit wurden bislang nicht gemacht. Aus spätrömischer Zeit stammen die Grundmauern und Mosaike eines nahegelegenen Landguts (villa rustica). Funde aus westgotischer und selbst aus islamisch-maurischer Zeit wurden auf dem Gemeindegebiet bislang nicht gemacht. Ende des 9. Jahrhunderts wurde die Gegend von Diego Rodríguez Porcelos (reg. 873–885), dem zweiten Grafen Kastiliens und Gründer von Burgos zurückerobert (reconquista) und wiederbesiedelt (repoblación). Die erste urkundliche Erwähnung des Ortsnamens stammt aus dem Jahr 1048: im Jahr 1637 verlieh Philipp IV. dem Ort weitgehende gerichtliche Selbständigkeit, was zur Aufstellung einer Gerichtssäule (rollo) führte.

## Sehenswürdigkeiten

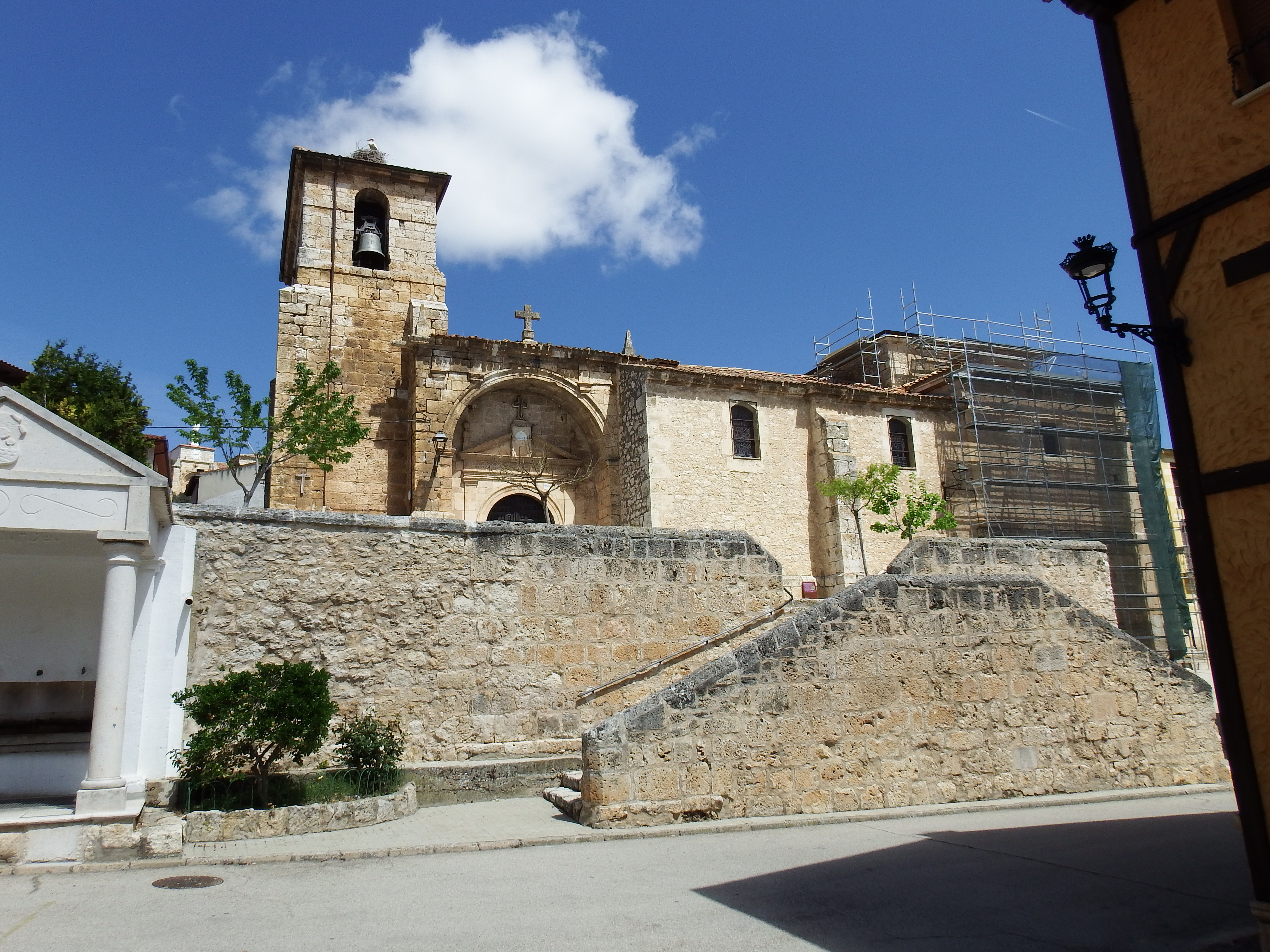
Iglesia de Nuestra Señora de la Asunción

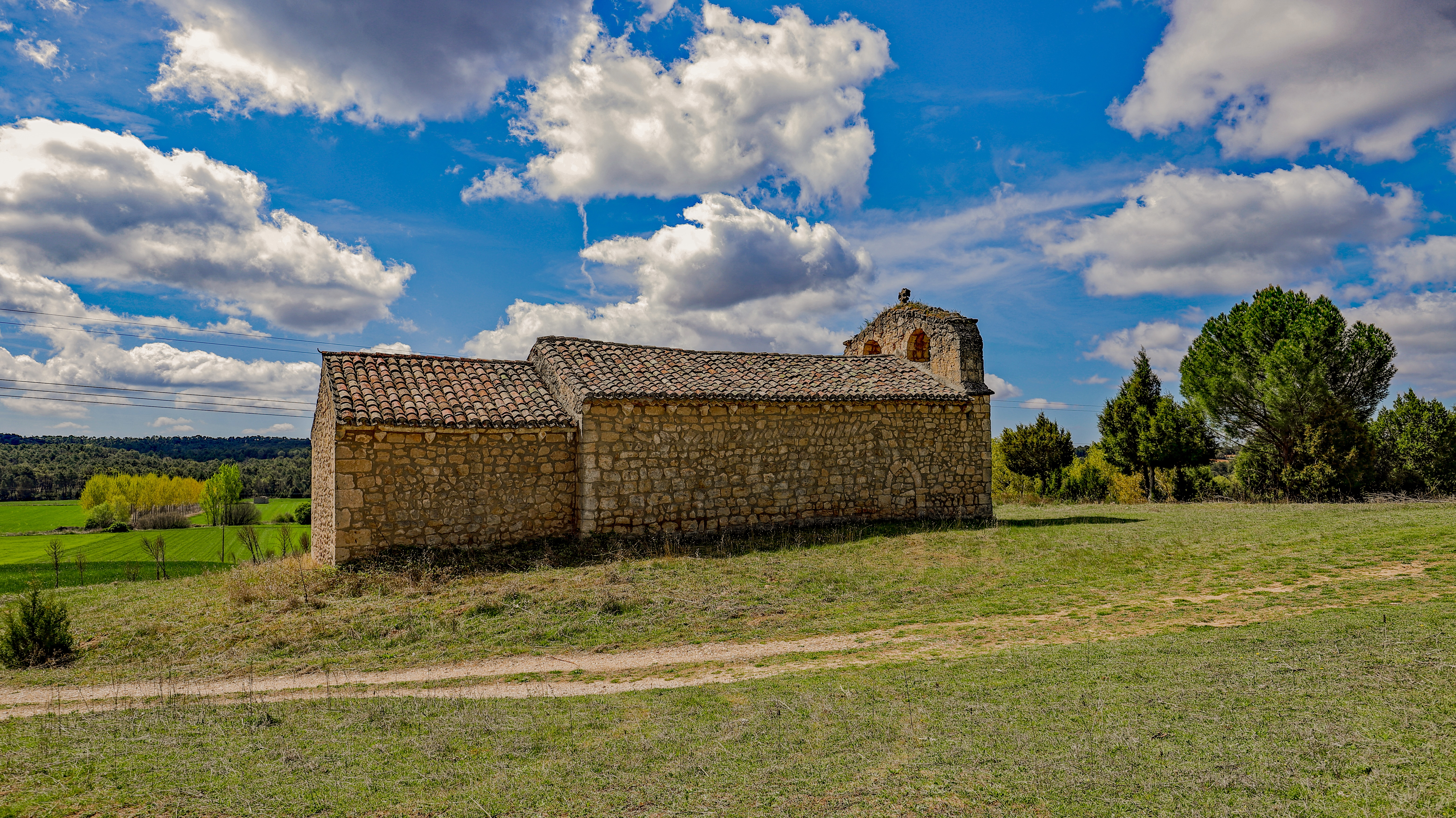
Ermita de Santa María Magdalena

- Die Iglesia de Nuestra Señora de la Asunción ist der Himmelfahrt Mariens geweiht; ihr Neubau wurde im Jahr 1549 begonnen, doch erst ca. 200 Jahre später vollendet. Im Jahr 1791 wurden die beiden Seitenschiffe angefügt. Blickfang der Kirche ist das von einem hohen Bogen geschützte Renaissance-Portal.[5]
- Auf einem abgestuften Rundsockel im Ortszentrum erhebt sich die Gerichtssäule aus dem Jahr 1637.

Umgebung
- Die im Jahr 1972 entdeckte Villa romana de la Santa Cruz liegt ca. 500 m südwestlich des Ortes nahe der Straße nach Aranda de Duero; die Römerstadt Clunia befindet sich nur ca. 21 km östlich. Hauptattraktion der in der Zeit um 400 n. Chr. erbauten Villa ist das ca. 66 m² große Mosaik im Hauptraum (oecus), welches im unteren Teil den von Bären gezogenen Wagen des Weingottes Bacchus mit seinen Gefährten Ariadne und Pan zeigt; darüber befindet sich eine Szene mit der Darstellung von Bacchus, Ariadne und weiteren 7 Begleitern. Im Jahr 2011 wurden mehrere Mosaikteile herausgebrochen und gestohlen; die Stücke wurden jedoch durch Kopien ersetzt.[6][7]
- Auf einem Hügel beim Ort erhebt sich die ehemalige Pfarrkirche (heute Ermita Santo Cristo) mit einem schönen spätgotischen Portal. Der Bau wird von einer weißen Christusstatue überragt.
- Im Gestein der Anhöhe befinden sich einige Felsenkeller (bodegas).
- Zwei weitere Kapellen stehen verteilt auf dem Gemeindegebiet: Ermita de Santa María Magdalena und Ermita de San Roque.